# Eudexia dreisbachi
Eudexia dreisbachi là một loài ruồi trong họ Tachinidae.